# Massapsychologie

Jean-Pierre Houël: De Bestorming van de Bastille tijdens de Franse Revolutie, 1789.

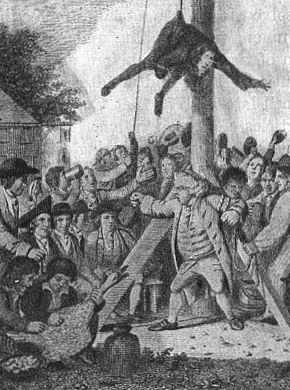
Amerikaanse opstandelingen (Patriots) mishandelen een Tory (voorstander van Brits bewind) tijdens de Amerikaanse Revolutie, 1775-1783.

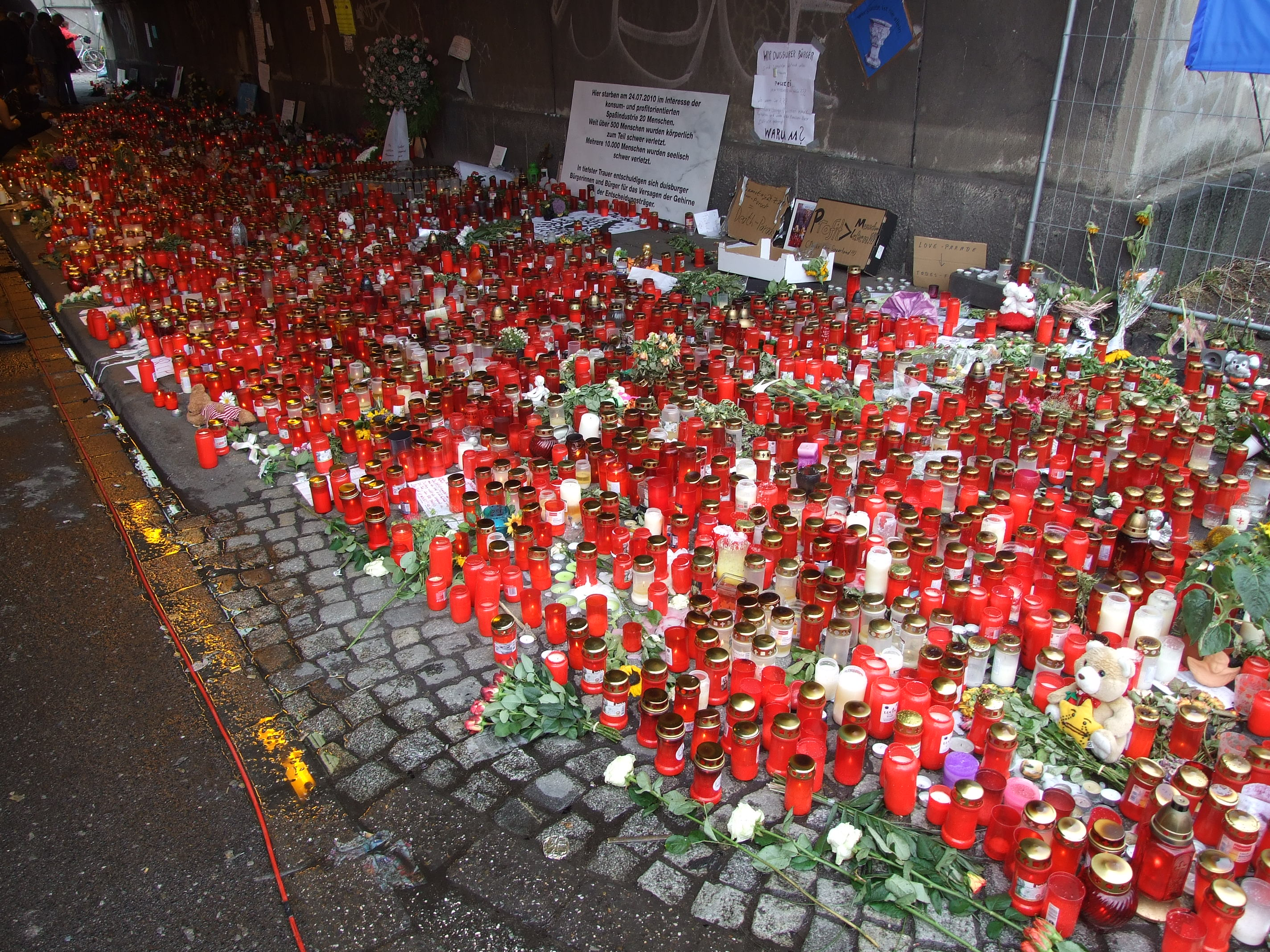
Herdenkingskaarsen in de tunnel na de Ramp van de Love Parade in Duisburg, 29 juli 2010

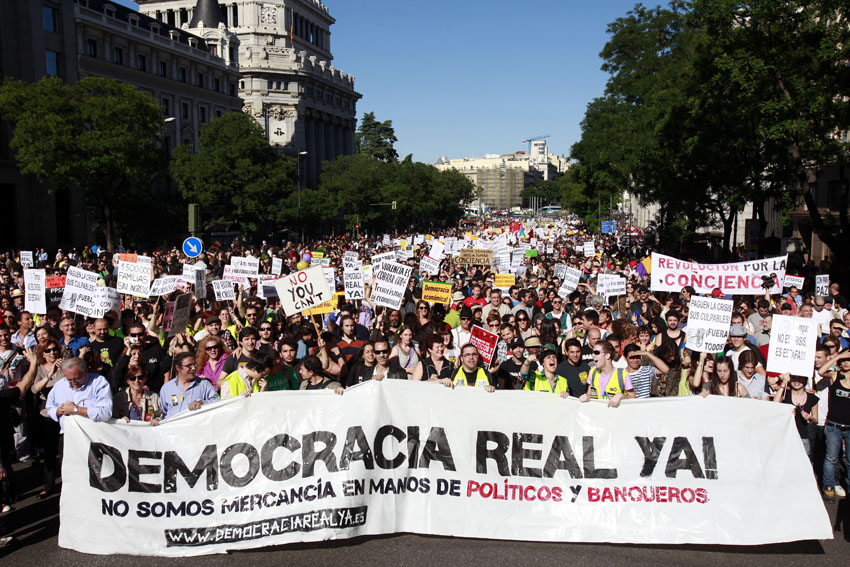
Demonstratie Democracia real YA! in Madrid tegen politici en bankiers, 15 mei 2011.

Massapsychologie is een specialisatie binnen de sociale psychologie. Zij overlapt deels met de specialisatie collectief gedrag in de sociologie en is relevant voor economische wetenschappen en politieke wetenschappen, communicatiewetenschappen en de organisatiewetenschappen.

## Inleiding
Massa- en collectief gedrag zijn uit de biologie en ethologie bekend, bijvoorbeeld bij een kudde runderen, een zwerm vogels, een school vissen, of een nest insecten.
Massapsychologie en sociologie van collectief gedrag bij mensen houden zich bezig met alternatieve of onconventionele vormen van interactie die binnen grote groepen kunnen doorbreken, soms snel en vaak slechts tijdelijk.
Daarbij wordt wel een onderscheid gemaakt tussen twee tot vier niveaus. Enerzijds is er de ‘zichtbare’ of fysiek verzamelde massa, zoals een menigte of een verzameld publiek; anderzijds de ‘onzichtbare’ of slechts psychologisch verbonden massa, zoals het publiek van media en of een stroming binnen de publieke opinie. Daartussenin ligt nog een derde vorm, van mensen die elkaar soms of deels in levenden lijve ontmoeten, maar soms ook niet: die van vroege sociale bewegingen. In het verlengde hiervan zijn er ten slotte beschouwingen over de ‘massamens’, de media- en internetmaatschappij, waarin individuen enerzijds geïsoleerder lijken, maar anderzijds op nieuwe manieren massaal in wisselwerking kunnen treden.
Typisch massapsychologisch en collectief gedrag speelt een rol bij zulke uiteenlopende verschijnselen als de beurskrach, de boycot, het broodjeaapverhaal, een plotselinge economische crisis, het gerucht, massale paniek of rouw of verontwaardiging, de mediahype, een mode, een aanval van zogeheten morele paniek, protest, een rage, een rel, een roddel, een schandaal, een sekte, en zo meer. Hun belangrijkste gezamenlijke kenmerk is dat ze betrekkelijk onverwacht kunnen opkomen, zich verspreiden en weer verdwijnen. Ze zijn complex en dynamisch, vaak moeilijk te meten, te voorspellen en beheersen. Zowel onderzoek als bestuur worden daardoor bemoeilijkt. Vaak wordt hun vorm en verloop mede bepaald door de opkomst van één overheersend gevoel of stemming (bijvoorbeeld van vreugde, woede of angst), dat later weer kan vervluchtigen.

## Voorgeschiedenis
Denkers uit alle culturen, van de Oudheid tot aan de Verlichting, hebben al uitspraken gedaan over de schijnbare eigenaardigheden van massagedrag. In de moderne tijd waren het vooral de rellen tijdens de Franse Revolutie van 1789, die aanleiding gaven tot dergelijke beschouwingen. Soortgelijke opvattingen klinken ook door in veel uitvoerige beschrijvingen van massascènes in grote sociale en historische romans van de negentiende eeuw, zoals Oorlog en Vrede van Lev Tolstoj en Germinal van Émile Zola.
In 1831 verscheen de novelle Der Hexensabbat waarin de Duitse schrijver Ludwig Tieck -nog voor het ontstaan van de wetenschappelijke massapsychologie- in een verhaal gebaseerd op de historische gebeurtenissen in de 15e eeuw in Atrecht in de Bourgondische Nederlanden, die bekend zijn geworden als de Vauderie d'Arras, beschrijft hoe in een stad waar men niet meer in heksen geloofde, de bevolking toch in een heksenwaan blijkt te kunnen geraken en daarin tot vervolging van onschuldige personen te worden opgehitst.
Aanvankelijk werden verklaringen als gisting en besmetting vooral ontleend aan de biologie en geneeskunde, vervolgens hypnose en suggestie aan de psychiatrie, en ten slotte imitatie en interactie aan de psychologie en sociologie. De Wereldtentoonstelling van 1889 in Parijs, ter gelegenheid van het eeuwfeest van de eerdergenoemde Franse Revolutie, kan gezien worden als de geboorteplaats van de subdiscipline massapsychologie, met name een eerste internationaal congres over de zogenoemde ‘criminele antropologie’ (lees criminologie), waar onder meer massale excessen bij rellen besproken werden, die bij volgende congressen steeds centraler kwamen te staan. 
Een verdere aanleiding was de heroprichting van de Socialistische Internationale voor arbeiders bij diezelfde gelegenheid, wat vanaf het volgende jaar wereldwijd leidde tot massale stakingen en demonstraties op de nieuw ingestelde Dag van de Arbeid, die de burgerij van de juist gestabiliseerde staten een ongemakkelijk gevoel gaf.
De eerste bijdragen tot de massapsychologie kwamen vooral uit Frankrijk en Italië, de ‘Latijnse’ of ‘Romaanse’ school gevormd door Scipio Sighele, Gabriel Tarde, Henri Fournial, en ten slotte Gustave Le Bon. Vooral het populariserende werk van Le Bon had in de vroege twintigste eeuw veel invloed op politieke leiders van met name van fascisme en nationaal socialisme, maar ook van communisme en democratie.
Uit Groot-Brittannië kwamen gedachten van bijvoorbeeld William McDougall en Wilfred Trotter over de rol van evolutie en instinct (met name kudde-instinct). De psychoanalytische beschouwingen van Sigmund Freud, Carl Gustav Jung en Wilhelm Reich stamden uit Duitstalig Europa. En ten slotte droeg het werk van de zogenoemde Frankfurter Schule later in de VS bij tot opvattingen over de rol van the authoritarian personality bij volgelingen.

Inmiddels kwam de Amerikaanse sociologie van Robert E. Park, en het ‘symbolisch interactionisme’ van Herbert Blumer, met een ander beeld van collectief gedrag. Dit legde onder meer de nadruk op het ontstaan van een ‘nieuwe collectieve definitie van de situatie’ en een andere norm voor gedrag, op de verschillende fasen waarin die zich ‘natuurlijkerwijs’ verder ontwikkelden. Maar ook op spontane differentiatie in de rol van verschillende betrokkenen, het belang van symbolen en zo meer.

Een recentere bijdrage aan de Massapsychologie komt van Mattias Desmet met zijn boek De psychologie van totalitarisme (2022). Hij stelt dat totalitarisme geen historische toevalligheid is. Het is het logische gevolg van een waanachtig geloof in de almacht van het menselijke verstand; het is het symptoom bij uitstek van de Verlichtingstraditie.

## Theoretische benaderingen
De centrale vragen binnen de massapsychologie zijn altijd geweest:
1. hoe komt het dat mensen zich in (vooral opgewonden) massa’s anders lijken te gedragen dan erbuiten?
2. hoe komt het dat dit gedrag bovendien van buiten zo uniform lijkt?
3. welke rol spelen emoties daarbij?

Vanuit de sociologie is allereerst onder meer de theorie van convergentie geopperd. Daarin wordt geconstateerd dat mensen die aan massagedrag gaan deelnemen vaak al op voorhand enigszins overeenkomstige achtergronden en verwachtingen hebben, of allen eerdere voorbeelden kennen waaraan zij zich spiegelen.
Vanuit de psychologie is ten tweede onder meer de theorie van deindividuation geopperd, over het opgaan van enkelingen in zo'n groep. Die onderscheidt in een typische massasituatie (bijvoorbeeld bij een rel) verschillende factoren: veranderingen in de mentale ‘input’, bijvoorbeeld overbelasting van de zintuigen, onvermogen om nog individuen te onderscheiden binnen het diffuse geheel. Vervolgens veranderingen in de mentale ‘throughput’: bijvoorbeeld verminderd vermogen om het gedrag van anderen nog kritisch te evalueren, versterkte focus op het ‘hier en nu’. En ten slotte veranderingen in de mentale ‘output’, bijvoorbeeld bij grensoverschrijdend gedrag.
Vanuit de nieuwe metatheorie van het ‘complex adaptief systeem’ in de biologie, waarbinnen deterministische chaos en alternatieve vormen van orde elkaar afwisselen, is ten derde een theorie over emergentie geopperd. Zij gaat in op het ontstaan van synergie binnen de massa, de opkomst van een nieuw patroon, de mogelijke verzelfstandiging daarvan, de rol van een snel veranderende context. De overschrijding van een kritische drempel daarbij, het ontstaan van nieuwe ontwikkelingspaden (zoals polarisatie), en zelfs het intreden van kwalitatief andere toestanden door zogeheten faseovergang (ondergemiddelde reactiviteit wordt bijvoorbeeld bovengemiddelde reactiviteit).

## Massapsychologie in de Lage landen
Perswetenschap, publieke opinie en massapsychologie werden kort voor de Tweede Wereldoorlog vanuit Duitsland naar Nederland meegebracht door de balling Kurt Baschwitz, die belangrijke studies publiceerde als Denkend mens en menigte (1940), en Heksen en heksenprocessen (1964) over heksenjachten. Hij werd na de oorlog hoogleraar aan de nieuw opgerichte ‘zevende’ faculteit voor politieke en sociale wetenschappen aan de Universiteit van Amsterdam. Onlangs heeft Jaap van Ginneken een uitvoerige monografie over zijn leven, werk, en tijd gepubliceerd; met een volledige Engelse editie, en een verkorte Nederlandse editie.
Uit zijn erfenis ontstond enerzijds het Instituut voor perswetenschap, later geëvolueerd tot de Afdeling Communicatiewetenschappen. En anderzijds vanaf midden jaren zestig het instituut (‘seminarium’) voor Massapsychologie, Openbare mening en Propaganda. Dat werd later nog even Baschwitz Instituut voor Collectief Gedrag genoemd, alvorens het midden jaren tachtig opging in de Sectie Publieksstudies van de voornoemde grote nieuwe afdeling Communicatiewetenschappen. Het kleine instituut bracht een dozijn dissertaties over nieuwe onderwerpen voort: onder meer over publieke opinie (Marten Brouwer, Harm 't Hart, Arie den Boon, Connie de Boer), over media (Saskia Tellegen over lezen en boeken, Ben Manschot over kijkers en omroepen, en over massapsychologie (Hans van der Brug, Jaap van Ginneken).
Maar ook aan andere universiteiten kwamen massapsychologische onderwerpen aan de orde. Aan de Universiteit Leiden promoveerde C.H. Boef op een proefschrift over de Amerikaanse benadering van ‘collectief gedrag’. Aan de Rijksuniversiteit Groningen hield Hans van de Sande zich onder meer bezig met menigten, ‘crowd management’ en ‘crowd control’, voetbalrellen en hooligans. Aan de Vrije Universiteit en Nyenrode beschouwde voormalig bankier Marius van Nieuwkerk financiële crises en zeepbellen. Helmut Gaus bestudeerde aan de Universiteit Gent in Vlaanderen parallelle golfbewegingen in conjunctuur en mode.

## Verder lezen (Nederlands)
- Baschwitz, Kurt (1973). Denkend mens en menigte – De massapsychologie en het gedrag van de massa: de lijdzame meerderheid en de gewelddadige minderheid. Den Haag: Mouton.
- Baschwitz, Kurt (1981). Heksen en heksenprocessen. Amsterdam: Arbeiderspers.
- Boef, C. (1984). Van massapsychologie tot collectief gedrag. Leiden: Univ. (Diss.).
- Gustave le Bon - De Psychologie der Massa's, 1895
- Canetti, Elias (1960). Massa en macht. Amsterdam: Athenaeum/ Polak & Van Gennep.
- Cialdini, Robert (2001). Invloed. Den Haag: Sdu/ Academic service.
- Desmet, Mattias (2022). De psychologie van totalitarisme.
- Freud, Sigmund (z.j.). Het ik en de psychologie der massa. Amsterdam: Wereldbibliotheek.
- Gaus, Helmut (1992). Mensen en mode – De relatie tussen kleding en conjunctuur. Leuven: Garant.
- Ginneken, Jaap van (1993). Rages en crashes – Over de onvoorspelbaarheid van de economie. Bloemendaal: Aramith.
- Ginneken, Jaap van (2000, 2e ed.), Brein-bevingen – Snelle omslagen in opinie en communicatie. Amsterdam: Boom.
- Ginneken, Jaap van (2009). De kracht van de zwerm – Zelfsturing in de organisatie. Amsterdam: Business Contact.
- Ginneken, Jaap van (2012). Het enthousiasme virus – Hoe gevoelens zich explosief verspreiden nu iedereen on-line is. Amsterdam: Business Contact.
- Ginneken, Jaap van (2018). Kurt Baschwitz - Peetvader van Journalistiek en Communicatie. Diemen: uitg. AMB.
- Gladwell, Malcolm (2000). Het omslagpunt – Hoe kleine dingen een groot verschil maken. Amsterdam: Contact.
- Heath, Chip & Heath, Dan (2007). De plakfactor – Waarom sommige ideeën aanslaan en andere niet. Amsterdam: FT Prentice Hall.
- Nieuwkerk, Marius van & Croeze, Cherelt (red., 2008). Bubbels – Spraakmakende financiële crises uit de geschiedenis. Arnhem: uitg. Sonsbeek.
- Reiwald, Paul (1951). De geest der massa. Bussum: Kroonder.
- Rosen, Emanuel (2001). Van horen zeggen – De werking van buzz-marketing. Alphen aan den Rijn: Kluwer.
- Sande, J.P. van de (2013). 11 manieren om naar massa's te kijken. Utrecht, TSC Academy
- Surowiecki, James (2006). Twee weten meer dan een – Waarom het beter is groepsbeslissingen te nemen. Amsterdam: Business Contact.
- Vasterman, Peter (2004). Mediahype. Amsterdam: Aksant (proefschrift).